# Éléonore-Aglaé-Marie Despierres
Pour les articles homonymes, voir Despierres et Bonnaire.
Éléonore-Aglaé-Marie Despierres, née Bonnaire le 16 janvier 1843 à Alençon, mort le 9 novembre 1895 à Pacé (Orne), est une historienne locale française.
Correspondante du ministère de l’Instruction publique, Éléonore Bonnaire a publié des études sur des sujets touchant à sa ville natale, comme le point d’Alençon, la basilique Notre-Dame d'Alençon, l’imprimerie, le théâtre et les sculpteurs à Alençon.
Elle était l’épouse de Lucien, Vincent, Gérasime Despierres.
Une rue de la ville d’Alençon a été nommée en son honneur en 2007.